# Allison Mack
Allison Mack (Preetz, 29 juli 1982) is een in Duitsland geboren, maar sinds haar tweede in de Verenigde Staten wonende actrice. Zij werd zowel in 2006 als 2007 voor een Saturn Award genomineerd voor het spelen van Chloe Sullivan in Smallville, wat ze sinds 2001 in meer dan 180 afleveringen deed. Ze maakte in 1989 haar filmdebuut met een naamloos rolletje in de komedie Police Academy 6: City Under Siege.
In april 2018 werd zij door de Amerikaanse justitie aangehouden vanwege betrokkenheid bij vrouwenhandel voor de sekte NXIVM. Ze werd veroordeeld tot een driejarige gevangisstraf die op 13 september 2021 inging.